# Carex ascotreta
Carex ascotreta là một loài thực vật có hoa trong họ Cói. Loài này được C.B. Clarke mô tả khoa học đầu tiên năm 1897.